# أندرياس ماير (مهندس مدني)
أندرياس ماير (و. 1837 – 1901 م) هو مهندس مدني، ومهندس، ومهندس معماري ألماني، ولد في هامبورغ، توفي في باد فيلدونغن، عن عمر يناهز 64 عاماً.